# 홋타 마사미치
홋타 마사미치(堀田正路)는 일본의 해군군인, 화족이다. 작위는 자작. 최종 계급은 해군 중령.
| 전임 홋타 마사쓰구 | 제2대 (사노)홋타 자작가 당주 1896년 ~ 1947년 | 후임 화족제도 폐지 |